# Sarita, Texas
Sarita är administrativ huvudort i Kenedy County i Texas. Orten har fått sitt namn efter ranchägaren John G. Kenedys dotter Sarita. Enligt 2010 års folkräkning hade Sarita 238 invånare.